# Les Guignols de l'info
L'emissió francesa Les Guignols de l'info, també anomenada Les Guignols, és un programa satíric fet amb titelles que imita el diari de notícies de les 8 de TF1.
Inicialment, fou creada per reemplacar el JTN del grup d'humoristes francesos Les Nuls, va venir d'una idea de Alain de Greef que desitjava tenir un equivalent francès del programa anglès Spitting Image. Va començar amb el nom: 'Les Arènes de L'info'.
Passa tota la setmana sobra la cadena privada Canal Plus, i és presentada pel titella que representa Patrick Poivre d'Arvor,també anomenat PPDA, antic presentador de TF1. En total tenen uns 300 titelles diferents que representen cadascú una personalitat política, esportista, de cinema i de la televisió de tot el món, fins i tot si la major part són francesos. Presenten l'actualitat de manera satírica amb molt d'humor i de crítica, que a vegades ha provocat polèmiques.
Les veus dels titelles són realitzades per imitadors, principalment Yves Lecoq des del 1988, Sandrine Alexi des del 1990 i actualment Thierry Garcia des del 2007.
Aquest programa utilitza sovint unes frases particulars per cada titella, per marcar el caràcter de la persona representada i fer-lo recognoscible. Entre totes les frases les més notables són:
- "Atchao bonsoir" (Adéu siau, bon vespre). La versió correcte seria: "Tchao Bonsoir", però la "a" és considerada com un element cómic, i un ullet al petit defecte d'elocució de PPDA. El diu al final de cada programa.
- "Spice di counasse" (un insult dit amb accent àrab), dit per Ben Laden. Segons Bruno Gaccio, "és una manera de mostrar la imbecilitat dels afghans en la seva manera de tractar les dònes".
- "Mangez des pommes" (Mengeu pomes), dit pel titella de Jacques Chirac. Deia aquesta frase per al·lusió al seu cartell de presentació de les eleccions presidencials de 1995, on hi havia una pomera.
- Una citació que canvia sovint, al començament del programa. Hi va haver "Vous croyez toujours ce qu'on vous dit à la télévision, bonsoir" (Us creieu sempre el que se us diu a la televisió, bon vespre), o "Vous regardez la télévision avec publicité, bonsoir " (Esteu mirant la televisió amb publicitat, bon vespre), quan el canal TF1 va suprimir la publicitat. Actualment hi ha "Vous regardez l'ancêtre d'internet, bonsoir" (Esteu mirant l'avantpassat d'internet, bon vespre).